# Gilles Lellouche
Gilles Lellouche (Savigny-sur-Orge, 5 de julio de 1972) es un actor francés. Empezó su carrera como director. Lellouche ha aparecido en más de cincuenta películas desde su primera aparición en 1995. Ha sido nominado dos veces para los Premios César; en 2006 como Actor más prometedor y en 2011 como Mejor Actor por su trabajo en Little White Lies.
De 2002 a 2013, Lellouche tuvo una relación con la también actriz Mélanie Doutey. Tienen una hija llamada Ava, nacida el 5 de septiembre de 2009. Su hermano Philippe Lellouche es también actor y director.

## Biografía
Lellouche nació en Savigny-sur-Orge, Francia, de padre argelino y origen judío, y de madre irlandesa y religión católica.

## Filmografía

### Actor
| Año  | Título                                           | Función                 | Director                                | Notas                                               |
| ---- | ------------------------------------------------ | ----------------------- | --------------------------------------- | --------------------------------------------------- |
| 2001 | Mi Mujer Es una Actriz                           | El policía              | Yvan Attal                              |                                                     |
| 2002 | Cualquier cosa Dices                             | Daniel Bénard           | Guillaume Canet                         |                                                     |
| 2003 | Me encanto Si Osas                               | Sergei Nimov Nimovitch  | Yann Samuell                            |                                                     |
| 2004 | Narco                                            | El patinador de gemelo  | Tristan Aurouet & Él                    |                                                     |
| 2005 | Anthony Zimmer                                   | Müller                  | Jérôme Salle                            |                                                     |
| 2005 | El amor Es en el Aire                            | Parchís                 | Rémi Bezançon                           | Premio de César nominado para Actor Más Prometedor  |
| 2006 | Dice Nadie                                       | Bruno                   | Guillaume Canet                         |                                                     |
| 2006 | En va s'aimer                                    | François                | Ivan Calbérac                           |                                                     |
| 2006 | Le héros de la famille                           | Jérôme                  | Thierry Klifa                           |                                                     |
| 2007 | Habitación de Muerte                             | Sylvain                 | Alfred Lot                              |                                                     |
| 2007 | Le dernier Pandilla                              | Milán                   | Ariel Zeitoun                           |                                                     |
| 2007 | Ma Sitio au soleil                               | Franck                  | Eric de Montalier                       |                                                     |
| 2007 | Ma vie n'est pas une comédie romantique          | Thomas Walkowic         | Marc Gibaja                             |                                                     |
| 2008 | París                                            | Franky                  | Cédric Klapisch                         |                                                     |
| 2008 | Mesrine                                          | Paul                    | Jean-François Richet                    |                                                     |
| 2008 | La Manera Fácil                                  | Vincent Goumard         | Jean-Paul Rouve                         |                                                     |
| 2008 | El Primer Día del Resto de Vuestra Vida          | El blanco rasta         | Rémi Bezançon                           |                                                     |
| 2009 | Lascars                                          | Zoran                   | Emmanuel Klotz & Albert Pereira-Lazaro  |                                                     |
| 2010 | Pocas Mentiras Blancas                           | Éric                    | Guillaume Canet                         | Premio de César nominado para Actor De apoyo Mejor  |
| 2010 | Espacio de punto                                 | Samuel Pierret          | Fred Cavayé                             |                                                     |
| 2010 | Las Aventuras Extraordinarias de Adèle Blanc-Sec | Inspector Albert Caponi | Luc Besson                              |                                                     |
| 2010 | Krach                                            | Erwan Kermor            | Fabrice Genestal                        |                                                     |
| 2010 | Une petite Califica de turbulencias              | Philippe Faure          | Alfred Lot                              |                                                     |
| 2011 | Mi Pieza del Pastel                              | Steve Delarue           | Cédric Klapisch                         |                                                     |
| 2011 | Mineurs 27                                       | Oscar Herrera           | Tristan Aurouet                         |                                                     |
| 2011 | Platane                                          | Él                      | Éric Judor & Denis Imbert               | Serie de televisión (2 Episodios)                   |
| 2012 | Thérèse Desqueyroux                              | Bernard Desqueyroux     | Claude Miller                           | Nominado - Globo de Cristal Premio para Actor Mejor |
| 2012 | Los Jugadores                                    | Varios                  | Michel Hazanavicius, Jean Dujardin, ... |                                                     |
| 2012 | JC comme Jésus Cristo                            | Él                      | Jonathan Zaccaï                         |                                                     |
| 2012 | Nos Plus belles vacances                         | Narrador                | Philippe Lellouche                      |                                                     |
| 2012 | Quand je serai petit                             | Young Maurice           | Jean-Paul Rouve                         |                                                     |
| 2013 | El Informante                                    | Marc Duval              | Julien Leclercq                         |                                                     |
| 2013 | El Accesorio Definitivo                          | Cyrille Cohen           | Valérie Lemercier                       |                                                     |
| 2014 | La Conexión                                      | Gaëtan 'Tany' Zampa     | Cédric Jimenez                          |                                                     |
| 2014 | Mea Culpa                                        | Franck Vasseur          | Fred Cavayé                             |                                                     |
| 2015 | Familias                                         | Grégoire Piaggi         | Jean-Paul Rappeneau                     |                                                     |
| 2015 | El Clearstream Asunto                            | Denis Robert            | Vincent Garenq                          |                                                     |
| 2015 | Les gorilles                                     | Petrovitch              | Tristan Aurouet                         |                                                     |
| 2015 | Llamada Mi Agente !                              | Él                      | Cédric Klapisch                         | Serie de televisión (1 episodio)                    |
| 2016 | Sky                                              | Richard                 | Fabienne Berthaud                       |                                                     |
| 2016 | El Jews                                          | Norbert                 | Yvan Attal                              |                                                     |
| 2017 | C'est la vie!                                    | James                   | Olivier Nakache & Éric Toledano         | Premio de César nominado para Actor De apoyo Mejor  |
| 2017 | El Hombre con el Corazón de Hierro               | Václav Morávek          | Cédric Jimenez                          |                                                     |
| 2017 | Plonger                                          | César                   | Mélanie Laurent                         |                                                     |
| 2017 | Rock'n Roll                                      | Él                      | Guillaume Canet                         |                                                     |
| 2017 | Sous le même toit                                | Yvan Hazan              | Dominique Farrugia                      |                                                     |
| 2018 | En Manos Seguras                                 | Jean                    | Jeanne Herry                            | Premio de César nominado para Actor Mejor           |
| 2018 | L'amor est une fête                              | Serge / Georges         | Cédric Rabia                            |                                                     |
| 2019 | Jusqu'ici tout va bien                           | Fred Bartel             | Mohamed Hamidi                          |                                                     |
| 2019 | Nous finirons ensemble                           | Éric                    | Guillaume Canet                         |                                                     |
| 2020 | Bac Nord                                         | Grégory Cerva           | Cédric Jimenez                          |                                                     |
| 2023 | Fumer fait tousser                               | Benzène                 | Quentin Dupieux                         |                                                     |

### Como director
| Año  | Título                  | Notas |
| ---- | ----------------------- | --- |
| 1996 | 2 minutos 36 de bonheur | Cortometraje |
| 2002 | Pourkoi... passkeu      | Cortometraje |
| 2004 | Narco                   | (codirected Con Tristan Aurouet) |
| 2012 | Los Jugadores           | Segmento: "'Las Vega" |
| 2018 | Fregadero o Nadar       | Premio de César nominado para Mejor FilmNominated - César Premio para Mejor DirectorNominated - César Premio para Mejor Original Screenplay |
| 2024 | Corazones rotos         | Película que compite por la Palma de Oro en el Festival de Cannes                                                                           |